# Joe Matte (hockey sur glace, 1893)
Pour les articles homonymes, voir Joe Matte et Matte.
Joseph Alexandre Matte, dit Joe Matte, né le 6 mars 1893 à Bourget dans la province de l’Ontario au Canada et mort le 13 juin 1961, est un joueur canadien de hockey sur glace,.

## Biographie
Né le 6 mars 1893 à Bourget dans la province de l’Ontario au Canada, Joe Matte fait ses débuts dans divers petits clubs montréalais et ontarien avant de s’engager avec les Tigers de Hamilton au début de la saison 1918-1919. Après une saison dans la ligue senior de l’Association de hockey de l'Ontario, Joe Matte rejoint les Saint-Patricks de Toronto, dans la Ligue nationale de hockey. Il ne reste qu’une saison dans cette équipe, avant de revenir, en prêt, chez les Tigers, qui ont intégré la LNH. En 1920, il est échangé aux Canadiens de Montréal en compagnie de George Prodgers et Jack Coughlin contre Jack McDonald, Harry Mummery et Dave Ritchie, mais n’ayant jamais été titularisé, il retourne aux Tigers. Il reste deux saisons à Hamilton, avant de se lier avec les Crescents de Saskatoon dans la Western Canada Hockey League. Au début de la saison 1923-1924, il connaît une nouvelle équipe, les Maroons de Vancouver, de l’Association de hockey de la Côte du Pacifique, avec qui il se rend en finale de la Coupe Stanley, qu’ils perdent face aux Canadiens de Montréal. Après une autre saison avec les Maroons, qui évolue alors dans la WCHL, il revient dans la LNH chez les Bruins de Boston. Il ne reste qu’une partie de la saison 1925-1926 à Boston, avant d’être réclamé par les Canadiens de Montréal, où il met un terme à sa carrière. Il meurt le 13 juin 1961 à l’âge de 68 ans.

## Statistiques
Pour les significations des abréviations, voir Statistiques du hockey sur glace.
| Saison    | Équipe                    | Ligue |    | Saison régulière | Saison régulière | Saison régulière | Saison régulière | Saison régulière |   | Séries éliminatoires | Séries éliminatoires | Séries éliminatoires | Séries éliminatoires | Séries éliminatoires |
| Saison    | Équipe                    | Ligue | PJ | B                | A                | Pts              | Pun              | PJ               | B | A                    | Pts                  | Pun                  |                      |                      |
| 1918-1919 | Tigers de Hamilton        | OHASL | 8  | 12               | 5                | 17               |                  | 6                | 4 | 1                    | 5                    |                      |                      |                      |
| 1919-1920 | Tigers de Hamilton        | OHASL | 1  | 0                | 1                | 1                | 0                | -                | - | -                    | -                    | -                    |                      |                      |
| 1919-1920 | Saint-Patricks de Toronto | LNH   | 17 | 8                | 3                | 11               | 19               | -                | - | -                    | -                    | -                    |                      |                      |
| 1920-1921 | Tigers de Hamilton        | LNH   | 21 | 6                | 9                | 15               | 29               | -                | - | -                    | -                    | -                    |                      |                      |
| 1921-1922 | Tigers de Hamilton        | LNH   | 21 | 3                | 3                | 6                | 6                | -                | - | -                    | -                    | -                    |                      |                      |
| 1922-1923 | Crescents de Saskatoon    | WCHL  | 29 | 14               | 6                | 20               | 25               | -                | - | -                    | -                    | -                    |                      |                      |
| 1923-1924 | Maroons de Vancouver      | PCHA  | 29 | 11               | 4                | 15               | 14               | 7                | 2 | 1                    | 3                    | 8                    |                      |                      |
| 1924-1925 | Maroons de Vancouver      | WCHL  | 24 | 8                | 1                | 9                | 20               | -                | - | -                    | -                    | -                    |                      |                      |
| 1925-1926 | Bruins de Boston          | LNH   | 3  | 0                | 0                | 0                | 0                | -                | - | -                    | -                    | -                    |                      |                      |
| 1925-1926 | Canadiens de Montréal     | LNH   | 6  | 0                | 0                | 0                | 0                | -                | - | -                    | -                    | -                    |                      |                      |